# Бирюков, Евгений Павлович
Евгений Павлович Бирюков (2 марта 1871 — ?) — полковник, командир 40 Сибирского полка.

## Биография
Православный. Окончил Киевскую классическую гимназию.
На военную службу поступил 27.06.1890. Окончил военно-училищные курсы Московского пехотного юнкерского училища. Выпущен в 76-й пехотный Кубанский полк.
Позднее переведён в ведомство военно-учебных заведений с зачислением по гвардейской пехоте.
Подпоручик гвардии (старшинство с 05.08.1891).
Поручик (ст. 05.08.1895).
Штабс-капитан (ст. 06.05.1900).
Капитан (ст. 05.08.1903). Командовал ротой юнкеров (4 года 5 месяцев). По состоянию на 01.01.1909 в том же чине в Алексеевском военном училище.
Полковник (ст. 26.08.1912). По состоянию на 01.03.1914 в 27-м пехотном Витебском полку.
Участвовал в Первой мировой войне в составе 27-го пехотного Витебского полка.
Командир 40-го Сибирского стрелкового полка 4 Сибирского армейского корпуса (02.09.1916 — 25.11.1916). Отчислен от должности с назначением в резерв чинов при штабе чинов Одесского военного округа и с зачислением по арм. пехоте.

## Награды
- Орден Святой Анны 3-й ст. (1908);
- Орден Святого Станислава 2-й ст. (1911);
- Орден Святой Анны 2-й Ст. (Высочайший приказ от 04.09.1915);
- Георгиевское оружие (ПАФ от 22 марта 1917): «За то, что, стоя в рядах 27 пехотного Витебского полка, в бою 15 апреля 1916 года у д. Колодино (близ озера Нарочь), когда немцы захватили наши окопы, стали по ним распространяться, перешел со своим батальоном в стремительную контратаку, отбросил их и вновь взял наши окопы. Отбивая повторные контратаки немцев, Полковник Бирюков был ранен и отравлен удушливыми газами, но, несмотря на это, остался в строю и удержал позицию».